# Thyreus rufitarsus
Thyreus rufitarsus là một loài Hymenoptera trong họ Apidae. Loài này được Rayment mô tả khoa học năm 1931.